# Garcinia ceramica
Garcinia ceramica là một loài thực vật có hoa trong họ Bứa. Loài này được Boerl. mô tả khoa học đầu tiên năm 1899.